# Conan, le fils du futur
Pour les articles homonymes, voir Conan.
Conan, le fils du futur (未来少年コナン, Mirai Shōnen Conan) ou Conan, le garçon de l’avenir est une série télévisée d'animation japonaise en vingt-six épisodes de vingt-quatre minutes, créée par Hayao Miyazaki d'après le roman Après la vague (en) d'Alexander Key (en) diffusée entre le 4 avril et le 31 octobre 1978 sur le réseau NHK.
En France, la série a été diffusée à partir du 5 octobre 1987 sur TF1, dans Bonjour la France, puis dès le 23 janvier 1989 sur FR3. La série est de nouveau diffusée sur France 4 à partir du 14 février 2022 à 19 h 15. En 2024 elle est diffusée sur la chaîne Mangas. 
Il existe également deux longs métrages d'animation portant le même nom et tirés de cette série, sortis en 1980 et 1981.

## Synopsis
Juillet 2008, l'humanité est menacée d'extinction. Le monde, plongé dans une Troisième Guerre mondiale, a été détruit par une technologie surpuissante notamment de gigantesques avions. La croûte terrestre a été endommagée, l'axe de rotation a été modifié et la plupart des continents sont à présent immergés.
Conan naît quelques années plus tard sur une île perdue, mais avec les années tous les membres de la colonie meurent. Alors qu'il est âgé d'une dizaine d'années, il ne lui reste que son grand-père. Un jour, vingt ans après la guerre, il découvre une petite fille, échouée sur une plage… Elle se révèle être Lana, petite-fille du professeur Raoh, tous deux en provenance d'Édénia, île paradisiaque et paisible bâtie par des survivants de la guerre. Elle est poursuivie par le secrétaire Lepka d'Industria qui souhaite, à n'importe quel prix, que le professeur lui révèle le secret de l'énergie solaire… À n'importe quel prix, elle ne doit pas le révéler parce que si la majorité du peuple d'Industria souhaite l'utiliser pour survivre, Lepka, qui est presque à la tête d'Industria souhaite l'utiliser pour refaire voler des avions et recommencer la guerre afin de dominer le monde… Avec sa force surhumaine, Conan devra tout faire pour lutter contre Industria afin de construire un futur heureux.

## Personnages

### Protagonistes

#### Conan(コナン,Konan?)
Surnommé le fils du futur, il est un orphelin né sur l'Île perdue une décennie après la guerre. Après la mort de son grand-père, il quitte son île pour retrouver Lana qu'il a rencontré et qui s'est fait enlever par Monsry et deux autres agents avec l'hydravion d'Industria. Son surnom s'explique par le fait qu'il est l'espoir d'un meilleur futur. Il fait la connaissance de Gimsy sur l'île de celui-ci alors qu'il cherchait à retrouver Lana. Il possède par ailleurs une très grande force (il est notamment capable de soulever un rocher de plus d'une centaine de kilos) et est capable de rester en apnée plusieurs minutes. A la fin de la série, il retourne avec Lana sur l'Ile Perdue avec plusieurs de leurs amis : Gimsy, Tera, le Capitaine, Monsry et Igor.

#### Lana(ラナ,Rana?)
Petite-fille du professeur Raoh, savant exceptionnel qui a eu une grande influence avant la guerre, elle est née sur Édénia où elle a reçu une excellente éducation également une décennie après la guerre. Elle a le don de pouvoir communiquer avec son grand-père. Ce dernier étant recherché par Industria, Lana est, elle aussi, recherchée pour qu'elle le fasse venir. Enlevée de son île par le capitaine du Barracuda, elle s'enfuit du bateau et échoue sur l'Île Perdue où elle rencontre Conan et son grand-père. Par la suite, elle se fait enlever par Monsry et est amenée sur l'île d'Industria.

#### Gimsy (ジムシィ,Jimushī)
C'est un orphelin que Conan rencontre sur la deuxième île. Gimsy est un jeune garçon, lui aussi enfant de la nature : il vit seul dans la forêt au début de l'animé bien que, contrairement à Conan, son isolement soit volontaire. Il se nourrit de fruits et chasse les animaux de l'île. Gimsy est un personnage très glouton et très excentrique. Tout au long de l'animé, Gimsy est attiré par la nourriture ; tellement attiré qu'il va causer des ennuis à Conan lors de leur intrusion sur le Barracuda. Bien qu'au début peu confiant, il devient un allié très utile mais aussi un complice de taille pour Conan avec qui il devient très ami à la suite de leur aventure sur le Barracuda. Il est fait prisonnier avec l'équipage à Industria, mais ne reste que peu de temps. À leur arrivée sur Édénia, Gimsy est influencé par la bande de Raoul, mais renonce vite à y entrer et retourne au village avec Conan et Lana ; Bien que ce n'est pas du goût de Tera pour qui cette dernière regrette son départ. Il devient par la suite éleveur de cochon pour le village d'Édénia.

### Alliés

#### Professeur Raoh (ラオ博士,Rao-hakase)
Grand-père de Lana et scientifique responsable du développement de l'énergie solaire pour un usage civil et militaire. À l'origine membre du Haut Conseil d'Industria, il a fait défection après avoir appris les ambitions de Lepka, et s'est caché sous l'identité d'un sévère capitaine d'équipage de sauvetage nommé Patch. Il estime que les habitants d'Industria doivent apprendre à se débarrasser de leurs armes et à commencer une nouvelle vie en paix. Pour cette raison, il s'est échappé, emportant avec lui le secret de l'accès à une centrale solaire en orbite restée d'avant-guerre. A la fin de la série, après la chute d'Industria et le sauvetage de la population, il meurt heureux sachant que Conan prendra soin de Lana.

#### Dyce (ダイス,Daisu)
C'est un citoyen d'Industria et capitaine du navire de récupération de plastique Barracuda. Il a initialement reçu l'ordre de retrouver le Pr Raoh, le grand-père de Lana, et de transporter la fille à Industria, mais a fini par développer une affection pour elle, lui permettant de s'échapper de l'Île Perdue. Fatigué de la cruauté de Lepka envers Lana, il devient finalement l'un des alliés de Conan, aidant à renverser le régime d'Industria dans leurs exploits. C'est un personnage comiquement inepte mais avec un grand cœur, et ne survit souvent que par pur hasard dans ses combats contre les forces d'Industria. A la fin de la série, il se marie avec Monsry.

#### Igor(ルーケ,Rūke?)
Il est le chef d'une cellule souterraine composée de citoyens de classe inférieure et esclaves d'Industria. Il est un vieil allié du Professeur Raoh dans les tentatives de ce dernier d'améliorer la vie des personnes opprimées de la ville, et a été arrêté à plusieurs reprises et inculpé de rébellion. Au cours d'un passage en prison, lui et ses camarades sont libérés par Conan et à leur tour l'aident, lui et ses amis, à naviguer dans la ville souterraine sous la tour triangulaire d'Industria, qui est percée de passages secrets que seule la résistance connaît.

#### Grand-père (おじい,Ojī)
Grand-père est le papy adoptif de Conan, qui l'a élevé sur l'île Perdue. Faisant à l'origine partie d'un équipage de personnes s'échappant de la Terre en grande partie détruite, leur vaisseau spatial s'est écrasé, atterrissant miraculeusement sur l'Île Perdue, avec tous les membres survivants, y compris le grand-père de Conan. Tous les autres membres de l'équipage étant décédés peu de temps après la naissance de Conan, il a dû élever Conan seul pendant 11 ans, le prenant comme son petit-fils adoptif. Cependant, après avoir été attaqué par des soldats Industriens lors de l'enlèvement de Lana, il meurt des suites de ses blessures. Au cours de ses aventures ultérieures, Conan rencontre un citoyen Industrien de classe inférieure qui ressemble de façon frappante à Grand-père.

#### Jambon (うまそう,Umasō)
Jambon (en VO, son nom est Umasō qui signifie "semble délicieux" en japonais), est le porcelet de Gimsy qu'il a acquis après être devenu éleveur de porcs sur l'île d'Édénia.

### Antagonistes

#### Lepka (レプカ,Repuka)
Chef de l'administration d'Industria, Lepka sert techniquement sous le Haut Comité Industria, un groupe de scientifiques bienveillants mais naïfs. Cependant, au cours de la série, il devient le seul dictateur d'Industria et le principal antagoniste. Cruel et avide de pouvoir, Lepka désire extraire le secret de l'énergie solaire du Pr Raoh pour alimenter ses armes, ce qui lui permettrait de régner sur ce qui reste du monde. Il meurt dans l'épisode 25 avec ses hommes lui ayant restés fidèles dans la destruction du Titan (le gigantesque vaisseau de guerre qu'il voulait utiliser pour conquérir Édénia). Le Haut Comité Industria mourra peu après choisissant de rester mourir sur Industria pour expier leurs fautes.

#### Monsry (モンスリー,Monsurī)
(Monsley dans la version anglaise) Elle est une jeune directrice adjointe des forces administratives d'Industria. Quand elle était jeune fille, elle fut la seule survivante de sa famille lorsque la guerre finale a éclaté et que la Terre a été dévastée. À la suite de cette tragédie, elle est devenue une exécutrice dure et insensible. Elle est chargée par Lepka de capturer Lana et mène finalement l'invasion d'Industria contre Édénia. Cependant, alors qu'elle rencontre Conan, elle est progressivement influencée par son courage et sa sincérité inébranlables, et se joint finalement à lui et à ses amis pour vaincre Lepka. A la fin de la série, elle se marie avec le Capitaine.

#### Raoul (オーロ,Ōro)
(Orlo en anglais) Il est le meneur d'un gang de voyous basé dans les montagnes d'Édénia (High Harbor), qui taxe quiconque le gang capture en traversant leur territoire. Il est originaire d'un village de bergers de l'autre côté de l'île d'Édénia, mais s'est transformé en un hors-la-loi usant d'intimidation après avoir trouvé le travail honnête insatisfaisant pour vivre une vie facile. Il projette de devenir le chef d'Édénia et coopère ainsi avec les Industriens lorsqu'ils envahissent l'île, faisant tomber les défenses des villageois. Cependant, lorsqu'un tsunami frappe l'île et que les Industriens se rendent par la suite, ses plans sont définitivement anéantis. En fin de compte, il retrouve sa place parmi ses compatriotes insulaires, se rapprochant notamment de l'oncle pyromane de Lana et renoncera à son passé de voyou.

#### Tera (テラ,Tera)
Elle est la sœur cadette de Raoul, à peu près du même âge que Conan et Gimsy, et cheffe adjointe des voyous de Raoul. Elle et Gimsy se prennent rapidement d'affection, mais leurs vues radicalement divergentes de la vie les empêchent de trouver un terrain d'entente au début. Lors de l'invasion des Industriens d'Édénia, elle est sauvée par Gimsy et Conan, ce qui brise la barrière entre eux. Par la suite, elle se met en couple avec Gimsy.

## Lieux

### L'Île perdue
C'est l'île où Conan vit au début de l'histoire. Elle n'est pas connue des habitants du monde au début de l'anime car isolée par la mer des tempêtes. On y trouve une source d'eau douce, de l'herbe, des arbres et des oiseaux viennent y nicher. Ses eaux côtières, qui recouvrent une ancienne cité, sont poissonneuses. Conan y retourne dans le tout dernier épisode. Les bouleversements géologiques ont eu pour conséquence de considérablement agrandir l'île.

### La deuxième île
C'est l'île où a grandi Gimsy. On ne connaît pas son nom ni son étendue réelle. Sur la partie où Conan aborde se trouve une cité en ruine, désertée, et une forêt. La faune y est composée de petites créatures (souris, grenouilles, lézards et probablement oiseaux). Il y a des habitants, pour la plupart des vieillards, toutes les forces vives étant parties chercher du travail à Industria. Ceux qui restent survivent difficilement en exploitant des déchets plastiques dont Industria a besoin.

### Industria
Île où est retenue prisonnière Lana. C'est une ville totalement industrielle, sans la moindre plante ou le moindre animal. La population aisée s'y nourrit de produits importés, mais les pauvres ne peuvent se procurer que du « pain » fait à partir de déchets de plastique. D'ailleurs, ils se caractérisent par leur teint vert et leur allure de zombie. Toute l'énergie d'Industria provient d'un réacteur nucléaire en fin de vie (ce qui explique pourquoi les Industriens veulent découvrir un moyen d'utiliser l'énergie solaire). L'accès par la mer y est difficile, tant à cause des épaves que de la brume qui entourent le port. À la fin de l'anime, une éruption volcanique et un tsunami annoncés de longue date par Raoh, feront de la terre d'Industria une nouvelle Atlantide.

### Édénia
Édénia est l'île de naissance de Lana. Elle est principalement agricole, mais on y trouve aussi des forêts. Elle est assez accidentée, ce qui sauvera la population lors d'un tsunami. Les habitants cultivent des céréales, des légumes, des fruits et élèvent des poules, des chiens, des porcs et des chevaux. La pêche est également importante.

### La Barge
Située initialement à l'opposé de la terre désertique où a été fondée Industria, il s'agit d'une sorte d'île factice tout en fer, conçue par les Industriens qui essayent de renflouer un navire qui a coulé au fond de l'eau. Conan et Lana arriveront par hasard et y rencontreront Patch, l'ingénieur en chef de la mission de renflouement (professeur Raoh). Bien plus tard, grâce à l'énergie solaire, Conan et le capitaine réussissent à remettre à flot le navire englouti. 

## Machines

### Avions et machines volantes

#### Le Falco
Un hydravion orange d'Industria piloté principalement par Monsry. C'est la première machine volante que l'on peut apercevoir dans l'animé. C'est à bord de cette machine que Monsry et ses sbires kidnapperont Lana au tout début de l'animé. Le Falco fera plusieurs apparitions tout au long de l'animé, ennemie durant une grosse partie de l'animé mais allié vers la toute fin. C'est aussi grâce au Falco que Conan, Dyce et Gimsy pourront grimper sur le Titan bien qu'il sera en partie détruit à cause du crash. Il sera abandonné sur Industria et coulera avec elle à la fin de l'anime. 

#### La navette
Au départ, elle devait permettre au grand-père de Conan et à ses compagnons de quitter la Terre, mais une pluie de débris l'a contrainte à s'écraser sur l'Île Perdue. Inutilisable, elle sert de base à l'édification d'une maison pour les survivants. C'est grâce à elle que les hommes et les femmes ont pu survivre. En effet, la navette a percé la terre suffisamment profondément pour faire émerger une source d'eau douce.  

#### La soucoupe
Un petit engin volant gardé dans l'épave d'un cargo par le professeur Raoh après sa fuite d'Industria. Cette machine lui servira pour fuir avec Conan et Lana après que son identité ait été découverte. Plus tard, elle est confisquée par Lepka qui essaye même de s'enfuir avec.

#### Le vaisseau du professeur Raoh
Il s'agit d'une sorte de soucoupe géante qui a permis au professeur Raoh de sauver le plus de monde possible lors du Grand chambardement. La machine est cachée dans une grotte à l'abri dans un coin reclus de l'île d'Édénia. Conan la découvre en poursuivant un poisson. Le lieu sert aussi de réserve de poisson au cas où une famine se déclarerait, et de cachette lorsque les troupes d'Industria envahissent Édénia. Après le tsunami, Conan repart sur Industria aux côtés de Lana, Gimsy, le capitaine Dyce et Monsry à bord du vaisseau.

#### Le Titan
Un bombardier de la guerre que Lepka garde secrètement dans les hangars d'Industria dans l'idée de s'en servir pour conquérir le monde. Selon le capitaine Dyce, le Titan serait "au moins 10 fois plus grand que le Barracuda". Le Titan a la capacité de se séparer des éléments qui le composent. Grâce aux efforts de Conan, Gimsy et du capitaine Dyce, le Titan est détruit et sombre au fond de la mer.

### Navires

#### Le Barracuda
Le Barracuda est le bateau du Capitaine Dyce. Un navire qui allie le fer et l'acier pour la coque, mais qui dispose tout de même de voiles classique pour les navires. Un bijou de la technologie alliant passé et modernité. Tout au long de l'animé, le Barracuda restera le principal moyen de navigation de Conan et ses acolytes. C'est aussi grâce au Barracuda que Conan arrivera à bon port à Industria accompagné de Gimsy. Vers la deuxième partie de l'animé, le Barracuda sera en partie détruit à leur arrivée à Édénia. Il faudra attendre le dernier épisode pour revoir le Barracuda voguer sur les flots. 

#### La Canonnière
Navire de guerre d'Industria, il arrive dans l’anime lors de la fuite du capitaine Dyce, kidnappeur de Lana. Lepka se sert du navire pour tenter l’arraisonnement du Barracuda. Plus tard, La Canonnière apparaît dans un cauchemar de Lana. L'arrivée de la Canonnière sur Édénia est un message de malheur et de drame pour les habitants du village. C'est par ce moyen que Monsry arrive sur l'île et sème la panique. Cependant, le navire ne fait qu'une apparition très brève puisqu'il est détruit par Conan quelque temps après la recapture de Lana par les sbires de Monsry.

#### Le navire englouti
Il s'agit d'une sorte de grand paquebot, immergé à environ une trentaine de mètres de profondeur au niveau du lieu surnommé La Barge, une sorte d'île factice conçue dans le but de le renflouer. Patch est l'ingénieur chargé de cette mission. Au moment où les tremblement de terre commencent à se produire, Patch descend sous l'eau à proximité du navire englouti pour faire des relevés. Un tremblement de terre fait se retourner le navire sur Patch. Conan réussit à l'aider. Une fois remis à flot, les habitants d'Industria vont s'en servir pour se rendre sur Édénia.

### Machines terrestres

#### Le robot
Une sorte de robot humanoïde que l'on peut piloter grâce à des manettes. Il peut servir pour l'exploitation de ressources ou pour combattre. Le Barracuda en possède plusieurs. Grâce à lui, les personnages qui le pilotent - surtout le capitaine Dyce et son équipage - peuvent se déplacer aussi vite que Conan. Le robot peut transporter plusieurs personnes à la fois, même si le confort devient rudimentaire.  

#### Les véhicules de déplacement
Dans les véhicules de déplacements, on peut trouver des petits chariots qui lévitent. Ce sont des sortes de trottinettes mais avec un plateau plus large, permettant de transporter plusieurs personnes dessus, environ deux. Lepka et ses sbires s'en servent à plusieurs reprises.

## Doublage
Il existe deux doublages français. Le premier date des années 1980 et l'autre de 2000. La liste ci-dessous reprend les noms du deuxième doublage. À noter cependant que Brigitte Lecordier, Amélie Morin et Eric Etcheverry avaient déjà participé au premier doublage.
|                                       | Japonais          | Français           |
| ------------------------------------- | ----------------- | ------------------ |
| Conan (コナン, Konan)                 | Noriko Ohara (ja) | Brigitte Lecordier |
| Lana (ラナ, Rana)                     | Mieko Nobusawa    | Amélie Morin       |
| Grandpa (おじい, Ojī)                 | Masato Yamanouchi | Jean-Pierre Denys  |
| Monsry (モンスリー, Monsurī)          | Rihoko Yoshida    | Annabelle Roux     |
| Gimsy (ジムシー, Jimushī)             | Kazuyo Aoki       | Éric Etcheverry    |
| Capitaine Dice (ダイス, Daisu)        | Ichirō Nagai      | Raoul Delfosse     |
| Lepka (レプカ, Repuka)                | Iemasa Kayumi     | Jean-Pierre Denys  |
| Professeur Rao (ラオ博士, Rao-hakase) | Masato Yamanouchi | Jean-Pierre Denys  |

## Musique
- Compositeur : Shin'ichirō Ikebe
- Opening theme : Ima Chikyū ga Mezameru (今地球がめざめる, Now, Earth is awaking.?) par Naozumi Kamata et Yūko Yamaji
- Ending theme : Shiawase no Yokan (幸せの予感, Presentiment of Happiness?) par Naozumi Kamata et Yūko Yamaji
- Générique français (musique, paroles, interprétation): Jean-Jacques Debout

## Épisodes
Les épisodes n°8 et n°9 ont été coréalisés avec Isao Takahata.
| No | Titre français                 | Titre japonais       | Titre japonais        | Date de 1re diffusion |
| No | Titre français                 | Kanji                | Rōmaji                | Date de 1re diffusion |
| --- | ------------------------------ | -------------------- | --------------------- | --------------------- |
| 1 | Les Survivants de l'Île Perdue | のこされ島           | Nokosareshima         | 4 avril 1978          |
| En l’an 2008, la 3e Guerre Mondiale est déclenchée. Les puissances terrestres s’autodétruisent et la Terre avec. Une équipe de scientifique réussit à s’extirper à bord d’une fusée, mais endommagée elle retombe sur Terre. 20 ans plus tard, les seuls survivants sont Grand-père, le dernier des scientifiques, et Conan, l’enfant adoptif du premier. Du moins, jusqu’à ce qu’une petite-fille, Lana, échoue sur les plages de l’Île Perdue. Celle-ci cherche à fuir de mystérieux individus. |                                |                      |                       |                       |
| 2 | Le Départ                      | 旅立ち               | Tabidachi             | 11 avril 1978         |
| Sur son lit de mort, Grand-père révèle à Conan ses origines. Il l’encourage à aller sauver Lana et à vivre sa propre vie avec d’autres Êtres Humains. Conan décide de quitter l’île en construisant une embarcation. Quant à Lana, elle est retenue prisonnière à bord du Barracuda, un étrange navire de fer et d’acier, commandé par la capitaine Dyce. |                                |                      |                       |                       |
| 3 | Le Premier Compagnon           | はじめての仲間       | Hajimete no nakama    | 18 avril 1978         |
| Après avoir traversé une mer de tempêtes, Conan se retrouve désœuvré au milieu de l’océan quand il finit par accoster sur une île. De prime abord, elle semble déserte. Au milieu des ruines d’une ancienne ville, Conan se sent épié, suivi. Il finit par faire la connaissance d’un jeune garçon de son âge, Gimsy. |                                |                      |                       |                       |
| 4 | Le Barracuda                   | バラクーダ号         | Barracuda gō          | 25 avril 1978         |
| Conan et son nouveau compagnon, Gimsy, décident d’embarquer sur le Barracuda dans l’espoir de retrouver Lana à Industria. Malheureusement, le goût prononcé de Gimsy pour la nourriture les faits repérer. Après une sévère punition, et en échange de travaux manuels, les deux garçons finissent par embarquer sur le navire direction Industria. |                                |                      |                       |                       |
| 5 | Industria                      | インダストリア       | Industria             | 9 mai 1978            |
| Arrivé à Industria, Conan tombe sur la femme qui a enlevé Lana sur l’Île Perdue. Après l’avoir attaqué, il est arrêté et menacé d’expulsion de l’île. Lana, quant à elle, se trouve bien sur l’île. La Commission d’Industria cherchant à obtenir la technologie solaire mise au point par son grand-père, le professeur Raoh, Lana est retenue captive sur Industria. Avec Gimsy, Conan va essayer de libérer la petite-fille.                                                                   |                                |                      |                       |                       |
| 6 | La Rébellion de Dice           | ダイスの反逆         | Dyce no hangyaku      | 16 mai 1978           |
| Conan réussit à retrouver Lana et à pénétrer dans sa chambre. Les deux jeunes héros tentent de s’échapper de la tour qui retient captive Lana, mais ce n’est pas chose aisée. Le capitaine Dyce observe les coulisses de cette rocambolesque aventure. Révolté par les méthodes d’Industria, Dyce décide de se révolter et de kidnapper Lana une 2e fois pour la ramener chez elle. |                                |                      |                       |                       |
| 7 | La Poursuite                   | 追跡                 | Tsuiseki              | 23 mai 1978           |
| Après que le capitaine Dyce ait enlevé Lana pour la seconde fois, Lepka décide de lancer une contre-offensive afin de remettre la main sur Lana. Ses intentions réelles sur l’avenir d’Industria et du monde survivant commencent à se profiler. Pendant ce temps, Conan réussit à son tour à s’enfuir de sa geôle et se glisse dans l’hydravion à la poursuite du Barracuda. Lana reste triste d’avoir été séparée de Conan, mais elle fait la rencontre de Gimsy avec qui elle sympathise.      |                                |                      |                       |                       |
| 8 | L'Envol                        | 逃亡                 | tōbō                  | 30 mai 1978           |
| La poursuite touche à sa fin. Lepka, à bord d’un navire de guerre, retrouve le Barracuda et lui tire dessus. Alors qu’elle est attachée à la proue du Barracuda, pour tenter de dissuader Lepka de tirer, Lana parvint à s’échapper. Elle récupère un canot de sauvetage pour secourir Conan. Alors qu’ils s’enfuient, le canot est touché et explose. Les deux enfants échouent aux portes d’un immense désert.                                                                                  |                                |                      |                       |                       |
| 9 | Le Bateau de sauvetage         | サルベージ船         | Salvage fune          | 6 juin 1978           |
| Lana et Conan déambulent sans but dans le désert. Alors qu’ils s’effondrent de déshydratation, un vieil homme les récupère. Il les ramène avec lui à La Barge. Cet ingénieur rustre est le chef d’une mission de renflouement d’un navire immergé à 30 mètres de profondeur pour le compte d’Industria. Si dans un premier temps les deux enfants semblent protégés par cet ingénieur, un homme de La Barge n’entend pas soutenir ce projet.                                                      |                                |                      |                       |                       |
| 10 | Docteur Raoh                   | ラオ博士             | Rao hakase            | 13 juin 1978          |
| Après avoir révélé à Lepka et Monsry où se trouvaient Conan et Lana, Konigan est investi d’une mission secrète d’infiltration afin de débusquer le professeur Raoh. Patch, l’ingénieur de La Barge, décide de descendre sous l’eau pour vérifier quelque chose, mais un tremblement de terre fait se retourner le navire sur lui. Conan l’aide à s’en sortir. Lana, elle, entend de mieux en mieux la voix dans sa tête.                                                                          |                                |                      |                       |                       |
| 11 | La Fuite                       | 脱出                 | Dasshutsu             | 20 juin 1978          |
| L’identité du professeur Raoh est découverte. Accompagné de Conan et de Lana, le professeur retrouve dans les restes d’un cargo abandonné une petite soucoupe qui par le passé lui a permis de fuir d’Industria. Dans leur fuite, le petit groupe retrouve le capitaine Dyce abandonné en plein désert. Avec lui, ils partent à Industria libérer Gimsy et les marins et chercher des pièces pour réparer la soucoupe.                                                                            |                                |                      |                       |                       |
| 12 | Le Blocage du noyau            | コアブロック         | Core block            | 27 juin 1978          |
| Conan, abandonné à son sort par Dyce, libère des prisonniers aux côtés de Gimsy. Avec eux, Conan et Gimsy s’engouffrent dans les souterrains de la tour d’Industria, dans la ville morte, afin de retrouver Lana et le professeur Raoh qui s’y sont réfugiés pour trouver des pièces de rechange pour la soucoupe. |                                |                      |                       |                       |
| 13 | Hi Harbor                      | ハイハーバー         | High Harbor           | 4 juillet 1978        |
| Conan, Lana, Gimsy et le professeur parviennent à s’échapper à bord de la soucoupe réparée. Ils rejoignent le Barracuda du capitaine Dyce direction Edénia, l’île de naissance de Lana. Mais le professeur Raoh décide de repartir pour Industria afin de prévenir les habitants des faubourgs de la catastrophe qui se fait jour. Mais arrivé sur place, le Barracuda se fait attaquer par un oncle de Lana.                                                                                     |                                |                      |                       |                       |
| 14 | La Vie sur l'île               | 島の一日             | Shima no tsuitachi    | 11 juillet 1978       |
| Conan et Gimsy découvrent aux côtés de Lana la vie sur Édénia. Du fait de la faible population, tout le monde, y compris les enfants, doit participer aux tâches et travailler. Conan et Gimsy s’interrogent sur le travail qu’ils pourraient réaliser et comment ils pourraient s’intégrer à la vie de la communauté. |                                |                      |                       |                       |
| 15 | Le Lieu sauvage                | 荒地                 | Arechi                | 18 juillet 1978       |
| Pour tenter de réparer la faute de Gimsy, Conan et ce dernier décident d’aller de l’autre côté de l’île dans les montagnes pour parler à Raoul et s’expliquer. Dans la nuit, ils se font capturer par la petite sœur de Raoul. Ce dernier ne croyant pas que deux enfants aient pu capturer un aussi gros sanglier, ils sont soumis à une épreuve. |                                |                      |                       |                       |
| 16 | La Maison de Conan et Gimsy    | 二人の小屋           | Futari no koya        | 1er août 1978         |
| Pendant la nuit, Lana rêve que son grand-père la prévient d’un terrible danger émanant d’Industria. Bouleversée, elle part se réfugier auprès des oiseaux, ses amis de toujours. Conan l’invite alors à se rendre de l’autre côté de l’île dans le village des orphelins. Tera remarque ce petit manège et part prévenir Raoul. Ce dernier passe une alliance avec le capitaine Dyce pour renflouer le Barracuda, et asservir les villageois. Conan fait visiter sa maison à Lana.                |                                |                      |                       |                       |
| 17 | Le Combat                      | 戦闘                 | Sentō                 | 8 août 1978           |
| La Canonnière, gigantesque navire de guerre d’Industria, attaque l’île d’Édénia en pleine nuit. Conan et Gimsy, qui ont réchappé à l’assaut de Raoul, assistent à l’invasion sur la plage des troupes d’Industria. Alors que les villageois entrent en résistance, Raoul s’allie avec Monsry pour conquérir l’île d’Édénia. Le combat commence. |                                |                      |                       |                       |
| 18 | Le Bateau armé                 | ガンボート           | Gunboat               | 15 août 1978          |
| Lana est tombée sous les feux de la Canonnière. Conan part la rejoindre pour la protéger des troupes de Monsry. Attaqué à son tour, Conan parvient à en réchapper à son tour. Le village est annexé par les troupes d’Industria ; Raoul prend le commandement d’Édénia. Conan tente de délivrer Lana retenue captive sur la Canonnière. |                                |                      |                       |                       |
| 19 | Le Grand Tsunami               | 大津波               | Ō-tsunami             | 29 août 1978          |
| Le plan de Conan a fonctionné. La Canonnière est détruite et Lana est sauvée. Le sort s’acharne sur Monsry et ses sbires. Avec la disparition de la Canonnière, Monsry est contrainte de renflouer le Barracuda pour pouvoir repartir. Conan et un oncle de Lana envisage de le faire sauter, mais des signes avant-coureurs laissent présager du pire. |                                |                      |                       |                       |
| 20 | De Nouveau à Industria         | 再びインダストリアへ | Futatabi Industria he | 12 septembre 1978     |
| Après le raz-de-marée, l’armée de Monsry est arrêtée avec elle. Le temps des moissons étant arrivé, les villageois décident d’incorporer les soldats dans leurs rangs. Étant donné que le professeur Raoh avait raison jusqu’à présent, Conan désire repartir sur Industria à bord du vaisseau du professeur avec Gimsy et Monsry comme pilote. |                                |                      |                       |                       |
| 21 | Les Résidents du Souterrain    | 地下の住民たち       | Chika no jūmin tachi  | 19 septembre 1978     |
| À leur arrivée sur Industria, le Falco attaque le vaisseau. Si Lana, Gimsy et le capitaine parvinrent à s’échapper par les souterrains de la ville morte, Conan et Monsry, enfermés dans le vaisseau, s’écrasent sur la ville d’Industria. Là-bas, le professeur Raoh et les scientifiques de la Commission ont été arrêtés ; Lepka a pris le pouvoir. |                                |                      |                       |                       |
| 22 | Le Sauvetage                   | 救出                 | Kyūshutsu             | 25 septembre 1978     |
| Monsry aide Conan à s’enfuir de la tour d’Industria pour qu’il puisse aller sauver Lana. Lepka décide d’engloutir les réseaux souterrains tout en bloquant les sorties. De cette façon, il espère récupérer Lana tout en se débarrassant de la population résistante à son pouvoir. Les habitants des souterrains élaborent un plan pour s’échapper. |                                |                      |                       |                       |
| 23 | La Tour solaire                | 太陽塔               | Taiyō tō              | 3 octobre 1978        |
| Conan, Gimsy, Monsry et le capitaine ont réussi à libérer les habitants des souterrains qui prennent d’assaut la tour d’Industria. Lepka essaye de s’enfuir avec Lana à bord de la soucoupe, mais il est vaincu. Le professeur est mal en point, mais il va essayer de capter l’énergie depuis la station solaire. Les habitants se préparent à quitter Industria. |                                |                      |                       |                       |
| 24 | Le Titan                       | ギガント             | Giganto               | 17 octobre 1978       |
| Les habitants continuent de préparer leur départ pour Édénia. Conan est retourné à La Barge, pour terminer de renflouer le navire. Pendant ce temps-là, Lepka qui a survécu au crash de la soucoupe, a détourné une partie de l’énergie solaire afin de se servir du Titan, un avion bombardier d’une taille sans équivalente. Avec ce vaisseau, Lepka pense contrôler non seulement Édénia mais le monde entier. Lana et Monsry prennent le Falco pour prévenir Conan.                           |                                |                      |                       |                       |
| 25 | La Fin d'Industria             | インダストリアの最期 | Industria no saigo    | 24 octobre 1978       |
| Lana et Monsry reviennent à Industria pour faire embarquer la population sur le navire renfloué. Conan, Gimsy et le capitaine Dyce continuent l’abordage du Titan. Lepka est contraint d’utiliser la manière forte pour arrêter les sabordeurs, y compris de séparer les éléments du Titan. La croute terrestre se fissure une ultime fois sous Industria. |                                |                      |                       |                       |
| 26 | Le Dénouement                  | 大団円               | Ōdan'en               | 31 octobre 1978       |
| Le capitaine et Gimsy sont perdus en mer. Ils sont secourus par Lana et Monsry à bord du paquebot en route pour Édénia. Alors que le professeur Raoh s’affaiblit de plus en plus, Lana demande aux mouettes de l’aider à retrouver Conan. Plusieurs mois après ces évènements, la vie bat son plein sur Édénia. Conan et ses amis retournent sur l'Île Perdue. |                                |                      |                       |                       |

## Produits dérivés

### Jeux vidéo
Conan, le fils du futur a fait l'objet de trois adaptations en jeu vidéo au Japon :
- Mirai Shōnen Conan sur PC-Engine CD (1992), jeu de plates-formes développé et édité par Nippon Telenet,  noté 22/40 dans le magazine Famitsu[4].
- Mirai Shōnen Conan: Digital Library sur 3DO (1995), vidéo et mini-jeux développés et édités par Bandai Visual.
- Mirai Shōnen Conan sur PlayStation 2 (2005), jeu d'action-aventure développé et édité par D3Publisher.

### DVD & Blu-Ray
La série est sortie en Blu-ray et DVD dans une version remasterisée collector, le 15 décembre 2021, distribuée par Anime.